# Agrostis aequivalvis
Agrostis aequivalvis är en gräsart som först beskrevs av Carl Bernhard von Trinius, och fick sitt nu gällande namn av Carl Bernhard von Trinius. Agrostis aequivalvis ingår i släktet ven, och familjen gräs. Inga underarter finns listade i Catalogue of Life.